# Selište (kanton zenicko-dobojski)
Selište – wieś w Bośni i Hercegowinie, w Federacji Bośni i Hercegowiny, w kantonie zenicko-dobojskim, w gminie Žepče. W 2013 roku liczyła 93 mieszkańców, z czego większość stanowili Chorwaci.